# بخش کارازو
بخش کارازو (به لاتین: Carazo Department) یک منطقهٔ مسکونی در نیکاراگوئه است که در نیکاراگوئه واقع شده‌است. بخش کارازو ۱٬۰۸۱٫۴۰ کیلومتر مربع مساحت و ۱۹۰٬۷۶۹ نفر جمعیت دارد.